# Helen Verhoeven
Helen Verhoeven (Leiden, 1974) is een Nederlands schilder en beeldhouwer werkzaam in Berlijn.

## Biografie
Verhoeven werd geboren in Leiden en verhuisde in 1986 naar de Verenigde Staten. Zij studeerde aan de San Francisco Art Institute, New York Academy of Art, en de Rijksakademie van Beeldende Kunsten in Amsterdam. In 2008 won ze de Koninklijke Prijs voor Vrije Schilderkunst. In 2010 won ze de Wolvecampprijs, een Nederlandse kunstprijs van 18.500 euro voor schilders onder de 40 jaar oud. Ter gelegenheid hiervan werd een catalogus, Part Pretty, gepubliceerd. In 2018 werd de ABN AMRO Kunstprijs aan haar toegekend.
Helen Verhoeven is de dochter van regisseur Paul Verhoeven.

## Werk

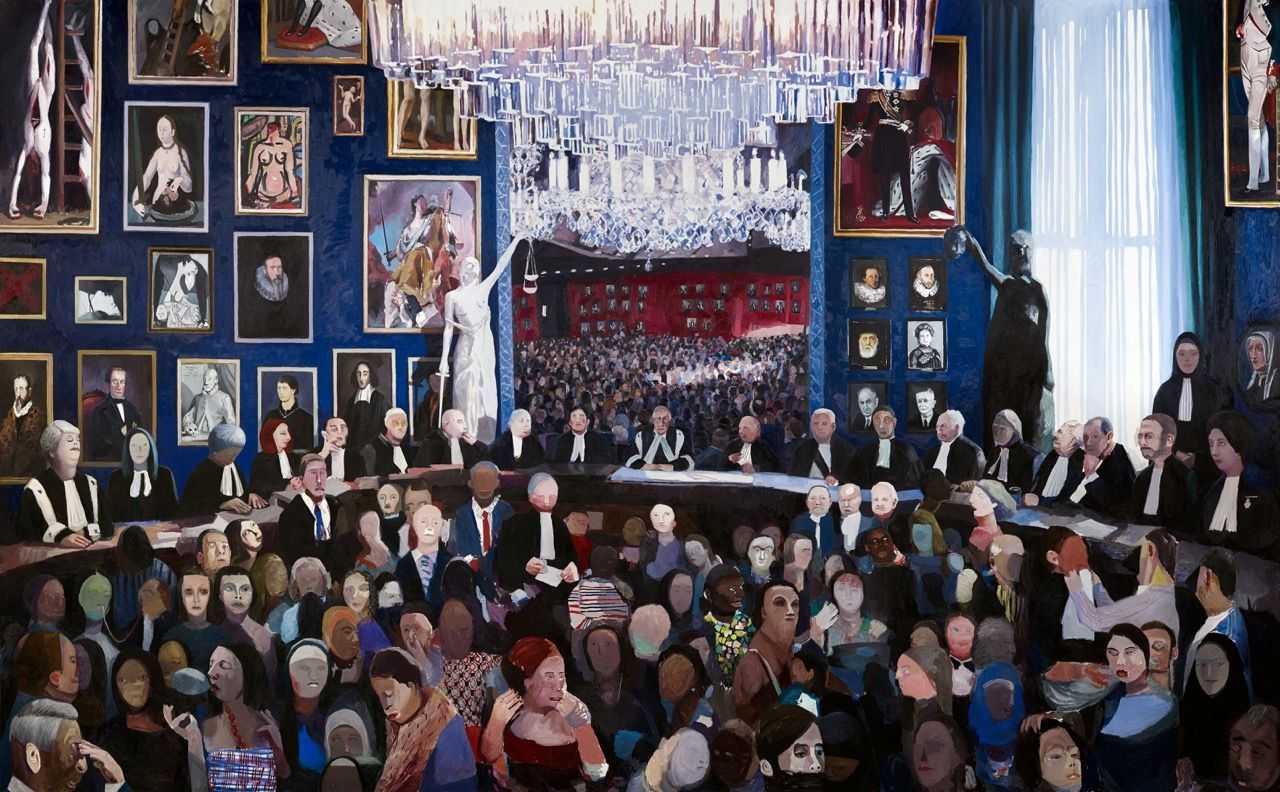
Hoge Raad, werk uit 2015 in opdracht van de Hoge Raad der Nederlanden

De werken van Verhoeven verkennen het thema van de ceremoniële bijeenkomsten en hebben de burleske stijl van de Weimarperiode.
- Gemeinsame Normdatei: 1023737388
- International Standard Name Identifier: 0000 0003 7385 0789
- Library of Congress Control Number: no2013079536
- Nederlandse Thesaurus van Auteursnamen: 343401096
- RKD-Nederlands Instituut voor Kunstgeschiedenis: 224745
- SNAC: w66702nf
- Virtual International Authority File: 251091827
- WorldCat: E39PBJmy38wrhYDtqrVC4qMXVC